# Clément Mégé
Aimé Adrien Boucherand dit Clément Mégé, né le 14 avril 1881 à Rives (Isère) et mort à une date indéterminée après 1939, est un artiste de music-hall et acteur français de cinéma muet. 
Chanteur connu sous le nom de Migé dans le duo de comique troupier Migé-Bréval, puis acteur au cinéma sous le nom de Clément Mégé, il est le créateur du personnage de Calino chez Gaumont. 

## Biographie
Fils aîné d’un comptable, Aimé Julien Boucherand (1855-1893) et de Marie Hortense Girin (1860-1915), il a deux sœurs et un frère.
Ancien clown, il constitue au tout début de l'année 1907, avec une certaine Mme Bréval, un duo de comiques troupiers nommé les Migé-Bréval qui va entreprendre dès le mois de février des tournées dans toute la France et aussi en Tunisie et en Algérie de juillet à décembre 1908. 
À son retour d'Afrique du Nord, il entre chez Gaumont où il crée le personnage de Calino, d'abord sous la direction de Roméo Bosetti et ensuite celle de Jean Durand. Il emprunte son nom de Calino au personnage niais du vaudeville à succès de Théodore Barrière. Le personnage Calino sera ensuite repris par d’autres acteurs chez Pathé.
Son frère cadet de 9 ans, Léonce Boucherand (1890-1969), entre également chez Gaumont à peu près à la même époque où il devient opérateur cinématographique. Réformé pour cause de tuberculose en 1912, il ne sera pas mobilisé en août 1914. 
Le succès des longs métrages conduit à la disparition des séries comiques et Clément Mégé  termine sa carrière cinématographique en 1913. Il reprend alors les tournées avec Bréval jusqu’au début de la première Guerre mondiale. Ainé de la famille et orphelin de père, exempté de service militaire en 1901, il ne sera pas, comme son frère, mobilisé en août 1914. 
Pendant la guerre, Clément Mégé épouse Suzanne Héloïse Martin (1894-1926) à Aix-les-Bains le 21 juin 1915 , Toujours avec Bréval, il repart à nouveau sur les routes après le conflit jusqu'au tout début des années 1930, époque où le duo semble arrêter ses activités.

## Filmographie
- 1909 : Calino toréador de Romeo Bosetti
- 1909 : Calino a mangé du cheval de Romeo Bosetti
- 1909 : Calino ne veut plus travailler de Romeo Bosetti
- 1909 : Calino fait du sport de Romeo Bosetti
- 1909 : Calino bureaucrate de Romeo Bosetti
- 1909 : Calino au théâtre  de Romeo Bosetti
- 1910 : Le Rembrandt de la rue Lepic de Jean Durand
- 1910 : La Police en l'an 2000 (court-métrage anonyme)
- 1910 : Calino à la chasse  de Romeo Bosetti
- 1910 : Calino avocat  de Romeo Bosetti
- 1910 : Calino se bat en duel de Romeo Bosetti
- 1910 : Calino se marie de Romeo Bosetti
- 1910 : Calino arroseur public de Romeo Bosetti
- 1910 : Calino joue au billard de Romeo Bosetti
- 1910 : Calino passager de marque de Romeo Bosetti
- 1910 : Calino réveillonne de Romeo Bosetti
- 1910 : Calino travaille de Romeo Bosetti
- 1911 : Calino facteur de Romeo Bosetti
- 1911 : Calino déjeune en ville de Romeo Bosetti
- 1911 : Calino membre du jury de Jean Durand
- 1911 : Calino cocher de Jean Durand
- 1911 : Qui perd gagne de Jean Durand
- 1911 : Calino architecte de Jean Durand
- 1911 : Calino veut être cow-boy de Jean Durand
- 1911 : Calino et ses pensionnaires de Jean Durand
- 1911 : Calino polygame de Jean Durand
- 1911 : Calino médecin par amour de Jean Durand
- 1911 : Calino inspecteur du travail de Jean Durand
- 1911 : Calino devient enragé de Jean Durand
- 1911 : Va promener Azor / Calino va promener Azor de Jean Durand
- 1911 : Le Baptême de Calino de Jean Durand
- 1912 : Calino fait l'omelette de Jean Durand
- 1912 : Calino s'endurcit la figure de Jean Durand
- 1912 : Onésime contre Onésime de Jean Durand
- 1912 : L'Homme qui ressemble au président de Jean Durand
- 1912 : Calino courtier en paratonnerre de Jean Durand
- 1912 : Calino dompteur par amour de Jean Durand
- 1912 : Calino chef de gare de Jean Durand
- 1912 : Calino gardien de prison de Jean Durand
- 1913 : Onésime se marie, Calino aussi de Jean Durand
- 1913 : Onésime et l'Héritage de Calino de Jean Durand
- 1913 : Calino prend le train de plaisir de Jean Durand
- 1913 : Onésime et la Panthère de Calino de Jean Durand
- 1924 : Paris la nuit de Émile Keppens.